# تایهی، آیداهو
تایهی (به انگلیسی: Tyhee) یک منطقهٔ مسکونی در ایالات متحده آمریکا است که در شهرستان بانوک، آیداهو واقع شده‌است. تایهی ۱٬۱۲۳ نفر جمعیت دارد و ۱٬۳۶۰٫۰۳ متر بالاتر از سطح دریا واقع شده‌است.